# أسطول غواصات يو الثاني والثلاثون
أسطول غواصات يو الثاني والثلاثون ("32. "Unterseebootsflottille) اسطول التدريب (" Ausbildungsflottille ") لبحرية ألمانيا النازية كريغسمرينه خلال الحرب العالمية الثانية. 
تشكل الأسطول في كونيغسبرغ، في أبريل 1944 تحت قيادة فريجاتن كابيتان هيرمان ريجيل. تدربت في الغالب على غواصات الفئة الثالثة والعشرون. تم نقله إلى هامبورغ في يناير 1945، وفي مارس وضع تحت قيادة كورفيتنكابيتان Ulrich Heyse. تم حل الأسطول في مايو 1945 بعد استسلام ألمانيا. 

## قادة الأسطول
- فريجاتنكابيتان هيرمان ريجيل (أبريل 1944 – مارس 1945)
- كورفيتنكابيتان Ulrich Heyse (مارس – مايو 1945)

## الغواصات التابعة
تم تعيين ثلاثة وأربعين غواصة لهذا الأسطول أثناء خدمته. 
- يو-2321
- U-2322
- U-2324
- U-2325
- U-2326
- U-2327
- U-2328
- U-2329
- U-2330
- U-2331
- U-2334
- U-2335
- U-2336
- U-2337
- U-2338
- U-2339
- U-2340
- U-2341
- U-2342
- U-2343
- U-2344
- U-2345
- U-2346
- U-2347
- U-2348
- U-2349
- U-2350
- U-2351
- U-2352
- U-2353
- U-2354
- U-2355
- U-2356
- U-2357
- U-2358
- U-2359
- U-2360
- U-2361
- U-2362
- U-2363
- U-2364
- U-3001
- U-3002